# Projeto HARP

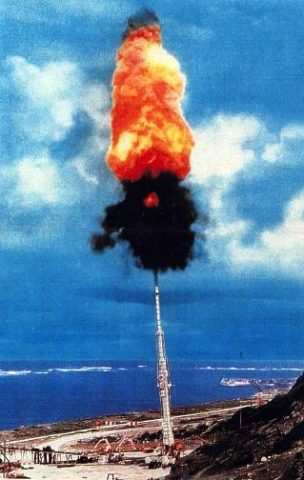
O HARP, um "canhão de 410 mm.

Project HARP, sigla de High Altitude Research Project, foi um projeto conjunto entre o Departamento de Defesa dos Estados Unidos e o Departamento de Defesa Nacional do Canadá, criado com o objetivo de estudos balísticos de veículos de reentrada a baixo custo; enquanto as outras alternativas da época, usavam foguetes caros e mais sujeitos a falhas, o HARP usava um método de lançamento baseado numa espécie de canhão muito grande para disparar os modelos de veículo a grandes altitudes e em alta velocidade.